# Lupac

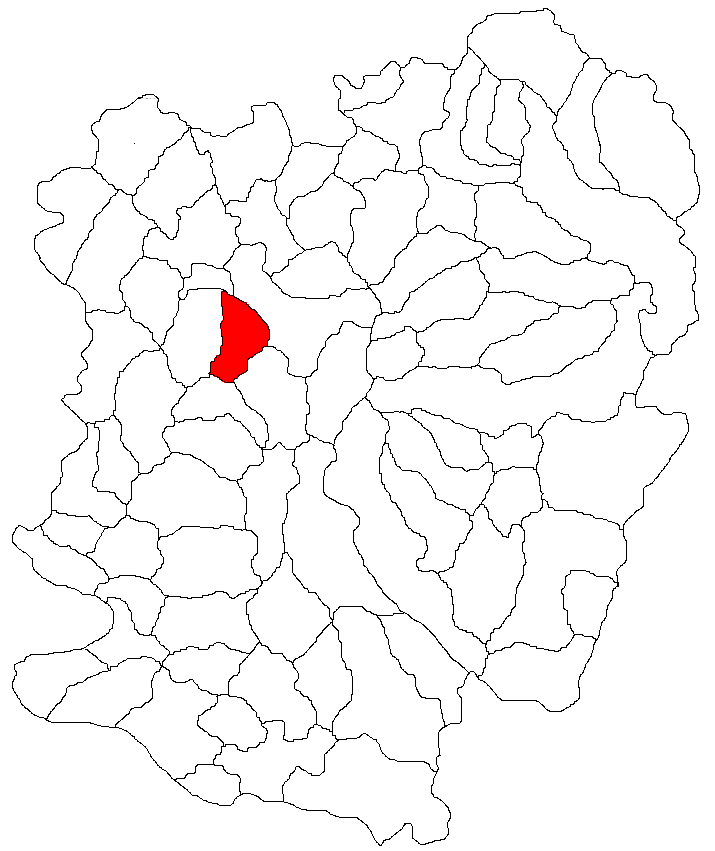
Lage der Gemeinde Lupac im Kreis Caraș-Severin

Lupac (serbo-kroatisch Lupak, Лупак, ungarisch Kiskrassó) ist eine Gemeinde im Kreis Caraș-Severin in der Region Banat in Rumänien. Zu der Gemeinde Lupac gehören auch die Dörfer Clocotici, Rafnic und Vodnic. Lupac ist mehrheitlich von Kraschowaner bewohnt.

## Geografische Lage
Lupac liegt im Kreis Caraș-Severin, 7 Kilometer westlich von Reșița, an der Kreisstraße DJ581 Reșița nach Grădinari.

## Nachbarorte
| Biniș    | Ocna de Fier                                | Reșița    |
| Dognecea | Kompassrose, die auf Nachbargemeinden zeigt | Doman     |
| Rafnic   | Vodnic                                      | Clocotici |

## Geschichte
Eine erste urkundliche Erwähnung der Siedlung Moyselupak stammt aus dem Jahr 1598. Lupac ist eines der ersten Dörfer, das von Kraschowaner gegründet wurde, eine slawische Bevölkerungsgruppe, die im 16. Jahrhundert von der Balkanhalbinsel vor den Türken floh und sich in Carașova, Lupac und Iabalcea niederließ. Bedingt durch den Bevölkerungszuwachs gründeten diese um 1690 die Ortschaften Clocotici, Rafnic, Nermet und Vodnic.
In den Aufzeichnungen des Gelehrten Luigi Ferdinando Marsigli findet Lupac keine Erwähnung. Auch auf der Josephinischen Landaufnahme von 1717, ist der Ort nicht eingetragen. Ebenso nicht auf der Mercy-Karte von 1723. Erst ab diesem Zeitpunkt tritt Lupak wieder in Erscheinung.
Nach dem Österreichisch-Ungarischen Ausgleich (1867) wurde das Banat dem Königreich Ungarn innerhalb der Doppelmonarchie Österreich-Ungarn angegliedert.
Anfang des 20. Jahrhunderts wurde das Gesetz zur Magyarisierung der Ortsnamen (Ga. 4/1898) umgesetzt. Der amtliche Ortsname war Kiskrassó.
Die ungarischen Ortsbezeichnungen blieben bis zur Verwaltungsreform von 1923 im Königreich Rumänien gültig, als die rumänischen Ortsnamen eingeführt wurden.
Der Vertrag von Trianon am 4. Juni 1920 hatte die Dreiteilung des Banats zur Folge, wodurch Lupac an das Königreich Rumänien fiel.

## Demografie
| 1880 | 3211 | 35  | 12 | 56 | 3108                |
| 1910 | 3277 | 18  | 33 | 48 | 3178                |
| 1930 | 3105 | 397 | 12 | 53 | 2643                |
| 1977 | 3419 | 244 | 18 | 14 | 3143                |
| 2002 | 3023 | 161 | 1  | 16 | 2845                |
| 2021 | 2423 | 192 | -  | 7  | 2224 (2089 Kroaten) |